# Tomeo Palanques
Tomeo Palanques (Barcelona, 1935. december 13. –) spanyol nemzetközi labdarúgó-játékvezető.

## Pályafutása
Nemzeti labdarúgó-szövetségének megfelelő játékvezető bizottsága minősítése alapján 1966-1969 között a Liga Adelante, 1969-től a Liga BBVA játékvezetője. Küldési gyakorlat szerint rendszeres partbírói szolgálatot végzett. Az I. Liga játékvezetőjeként 1981-ben vonult vissza. Második ligás mérkőzéseinek száma: 31 (1966-1969).
Első ligás mérkőzéseinek száma: 117  (1969-1981).
A Spanyol labdarúgó-szövetség Játékvezető Bizottsága (JB) terjesztette fel nemzetközi játékvezetőnek, a Nemzetközi Labdarúgó-szövetség (FIFA) 1977-től tartotta nyilván bírói keretében. A FIFA JB központi nyelvei közül a spanyolt beszéli. Több nemzetek közötti válogatott, valamint  Kupagyőztesek Európa-kupája, UEFA-kupa klubmérkőzést vezetett, vagy működő társának partbíróként segített. A  nemzetközi játékvezetéstől 1980-ban búcsúzott.

## Statisztika

### Nemzetközi válogatott mérkőzése
| #  | Dátum              | Helyszín              | Hazai | Eredmény | Vendég   | Kiírás             | Gólok | Esemény |
| -- | ------------------ | --------------------- | ----- | -------- | -------- | ------------------ | ----- | ------- |
| 1. | 1979. november 14. | Baunatal, Parkstadion | NSZK  | 0 – 1    | Norvégia | olimpiai selejtező | -     |         |
|    | Összesen           |                       |       | 1        | mérkőzés |                    |       |         |

## Külső hivatkozások
- Tomeo Palanques. World Referee. [2016. március 5-i dátummal az eredetiből archiválva]. (Hozzáférés: 2015. szeptember 1.)
- Tomeo Palanques. footballdatabase.eu. (Hozzáférés: 2015. szeptember 1.)
- Tomeo Palanques. weltfussball.de. (Hozzáférés: 2015. szeptember 1.)[halott link]
- Tomeo Palanques. ciberche.net. (Hozzáférés: 2015. szeptember 1.)
- Tomeo Palanques. bdfutbol.com. (Hozzáférés: 2015. szeptember 1.)